# 黒川明子
黒川 明子（くろかわ あきこ、2月16日 - ）は、日本の女優、ナレーター。東京都保谷市（現・西東京市）出身。シグマ・セブン所属。

## 来歴・人物
目黒星美学園高等学校（現・サレジアン国際学園世田谷中学校・高等学校）卒業。俳協養成所時代に映画『あゝ野麦峠』の杉山みつ役でデビュー。その後緑山私塾に入る。
特技は着物の着付け。日本舞踊（藤間流）の資格を持つ。弟がいる。

## 主な出演作

### テレビドラマ
NHK
- はねっかえり純情派

TBSテレビ
- はらはらと雪月花
- 子供が見てるでしょ!

フジテレビ
- もりもりぼっくん
- 長谷川町子の意地悪クッキー

テレビ朝日
- 西部警察 第37話「炎の中で甦れ!」（1980年）
- 走れ!熱血刑事 第24話「青春にキックオフ」（1981年） - マサトの恋人
- おみやさん

日本テレビ
- 右門捕物帖 第5話「謀殺・からくり御用帖」（1982年）

### テレビその他
日本テレビ
- NNNきょうの出来事

BS-TBS
- 運びきれない想い出

CS LaLaTV
- 山本麗子の幸福なキッチン

### ラジオ
- 千葉県告知CM

### 舞台
- スイーツチャリティ

### 映画
- あゝ野麦峠